# Криденер
Криденер (Крюденер нем. von Krüdener) — русский баронский род немецкого происхождения, восходящий к началу XIV века.
Род внесён в дворянский матрикул всех трёх Прибалтийских губерний Российской Империи.

## Происхождение и история рода
Древняя дворянская фамилия фон Криденер существовала в Лифляндии во времена гермейстеров и доказала своё происхождение из дома фон Розенбек. При составлении Лифляндской дворянской книги род их помещён в I-ю часть, между родами времён гермейстерских.
Родоначальник Вольмар Криденер в XIV веке владел в Лифляндии замком Розенбек. Баронское достоинство признано указом Правительствующего сената (29 сентября 1855) № 7445.

## Известные представители
- Александр Сергеевич Криденер (Георг-Александр; 1786—1852) — русский посланник и полномочный министр в Стокгольме.
  - Криденер, Амалия (1808—1888), ур. Лерхенфельд, двоюродная сестра императрицы Александры Фёдоровны, жена Александра Сергеевича; юношеская любовь Ф. И. Тютчева
- Алексей Иванович Криденер (1746—1802) — русский посланник в Варшаве, Венеции, Копенгагене и Берлине
  - Криденер, Варвара Юлия (урожденная Фитингоф, 1764—1825) — религиозная писательница, жена Алексея Ивановича.
  - их сын Павел (1784—1858) — российский посол в Вашингтоне и Берне.
- барон Анатолий Григорьевич Криденер — доктор медицины (1881), директор Рязанской губернской земской больницы.
- Антон Карлович Криденер († 1840) — пермский губернатор (1818—1823), герольдмейстер (1824—1827),
- Людвиг Карлович Криденер (1772—1845) — дипломат, действительный статский советник
- Григорий Карлович Криденер, губернский прокурор, отец русского живописца В. Г. Перова.
  - Василий Григорьевич Перов (1834—1882) — русский живописец, внебрачный сын барона Криденера.
- Карл Антонович Криденер (1777—1856) — генерал-майор, командир лейб-гвардии Семёновского полка
- барон Николай Павлович Криденер († 1891) — генерального штаба генерал.
- барон Отто Криденер (1744 г. 30 апреля, † 7 декабря 1820) — директор Императорской охоты
- барон Павел Алексеевич Криденер (1797—1858) — полномочный министр при Соединенных Штатах Северной Америки и при Швейцарском союзе
- барон Фабиан Миронович (также известен как Вильгельм Миронович или Василий Миронович) Криденер[вд] (род. 1806, † 15 июля 1867) — генерал-лейтенант, петербургский военный комендант[2].
- барон Фёдор Николаевич Криденер (1841—?) — генерал-майор, командир 1-й отдельной кавалерийской бригады.

Одна ветвь этого рода с 1877 носила фамилию Криденер-Струве. Именным Высочайшим указом, (26 января 1877) разрешено детям жены военного инженера-полковника Аманда Струве от 1-го её брака с бароном Крюденер, Владимиру, Карлу, Лидии, Александру, Анне и Евгении Крюденер, принять фамилию Струве и именоваться впредь баронами и баронессами Крюденер-Струве, без предоставления им каких-либо прав по имуществу его, Струве.
- Крюденер-Струве, Александр Амандович (1864—1953) — российский политик и предприниматель.
  - Струве, Борис Александрович (настоящая фамилия Крюденер-Струве; 1897—1947) — российский музыковед.

## Описание герба
Щит разделён на четыре части, из коих в первой и четвертой частях, в золотом поле, изображено горизонтально текущая река, из коей виден выскакивающий серебряный единорог. Под рекою две розы, правая красная, а левая серебряная и между ими лилия, имеющая правую сторону серебряную, а левую красную. Во второй и третьей частях, в серебряном поле, три красные бруса с четырьмя на каждом зубцами.
Щит увенчан двумя дворянскими шлемами с коронами, из коих на правом поставлен золотой рог единорога между двумя страусовыми перьями, а на левом круглое зеркало в красном обводе. Намёт: на щите красный, подложенный серебром и золотом. Герб рода фон Криденер внесён в Часть 10 Общего гербовника дворянских родов Всероссийской империи, стр. 19.